# Jacob Andersen
Jens Jacob Andersen (ur. 16 maja 1892 w Tikøb, zm. 3 kwietnia 1955 w Kopenhadze) – duński żeglarz, olimpijczyk.
W regatach rozegranych podczas Letnich Igrzysk Olimpijskich 1928 wystąpił w klasie jole 12-stopowe zajmując 7. pozycję.